# 片山城
片山城（かたやまじょう）は、美濃国池田郡片山（岐阜県揖斐郡池田町）にあった日本の城。戦国時代末期（天正年間）に、不破光治が築いた山城。

## 略史
織田信長の家臣である不破光治が美濃における自身の居城として築いた城である。
湯殿神社の記録では「天正元年8月、濃州安八郡西之保村城主不破河内守彦右衛門 尉道貞が笹尾山城ケ平に砦を築いた｡」とあり、城の築造は1573年（天正元年）と記されている｡
1583年（天正11年）ごろ不破氏は、西美濃三人衆の一人である稲葉氏によって追われ、 片山城を含めた池田町付近は稲葉氏の勢力下に入った。その後片山城は、豊臣秀吉の天下統一や江戸幕府開幕によって、軍事拠点としての必要性がなくなり廃城となる。
なお、不破光治は初め斎藤氏に仕えたが、1567年（永禄10年）の、織田信長による美濃侵攻によって信長の家臣となった。また、不破氏は柴田勝家の与力武将となり、前田利家らと共に北陸方面で転戦していた。

## 場所
形式は「山城」で、大垣市と池田町の間にある「円興寺道」と呼ばれる峠道の西側に位置し、登城口から比高100メートル、標高177メートル付近が城の跡となっている。
南北に伸びる尾根に曲輪が並び、曲輪間の所々に堀切や竪堀が現存している。遺構はほぼ無い。
なお、城域としては岐阜県下最大級の城郭を誇る。